# Sofiya Lyskun
Sofiya Valeriïvna Lyskun (en ukrainien : Софія Валеріївна Лискун, née le 7 février 2002 à Luhansk) est une plongeuse ukrainienne.

## Carrière
Elle remporte la médaille d’or en plongeon mixte par équipes avec Oleh Kolodiy lors des Championnats d’Europe 2018.
Elle est médaillée d'or en haut-vol à 10 mètres lors des Championnats d'Europe de plongeon 2019.

## Palmarès

### Championnats d'Europe
- Championnats d'Europe de plongeon 2017 à Kiev :
  -  Médaille de bronze du plongeon synchronisé à 10 m (avec Valeriia Liulko).
- Championnats d'Europe de natation 2018 à Glasgow :
  -  Médaille d'or du plongeon par équipes mixte.
- Championnats d'Europe de plongeon 2019 à Kiev :
  -  Médaille d'or du plongeon individuel à 10 m.
- Championnats d'Europe de natation 2020 à Budapest :
  -  Médaille de bronze du plongeon synchronisé à 10 m (avec Xeniya Bailo).
- Championnats d'Europe de natation 2022 à Rome :
  -  Médaille d'argent du plongeon individuel à 10 m.
  -  Médaille d'argent du plongeon synchronisé à 10 m (avec Ksenia Bailo).
  -  Médaille d'argent du plongeon synchronisé mixte à 10 m (avec Oleksii Sereda).
- Championnats d'Europe de natation 2024 à Belgrade :
  -  Médaille d'or du plongeon synchronisé à 10 m (avec Ksenija Bajlo).
  -  Médaille d'argent du plongeon individuel à 10 m.
- Championnats d'Europe de plongeon 2025 à Antalya :
  -  Médaille d'or du plongeon par équipes mixte.
  -  Médaille d'argent du plongeon synchronisé à 10 m (avec Xeniya Bailo).

### Jeux olympiques de la jeunesse
- Jeux olympiques de la jeunesse de 2018 à Buenos Aires
  -  Médaille d'argent du plongeon individuel à 10 m.
  -  Médaille de bronze du plongeon par équipe mixte.